# Lokėnėliai
Lokėnėliai ist ein Dorf mit 14 Einwohnern (2011) im Amtsbezirk Šilai, Rajongemeinde Jonava, Litauen.
Das Dorf befindet sich an der Landstraße Jonava-Ukmergė, 3 km von Šilai und 7 km von Jonava. Im Norden fließt der Lokys.

## Kletterpark
Im Tal des Lokys befindet sich der 2005 gegründete Kletterpark „Lokės pėda“ mit einer Größe von 1,3 ha. 6 Strecken unterschiedlicher Komplexität sind in den Bäumen auf der Höhe von 2,50 bis 15 m installiert und 4 „freie Flüge“ mit Reißverschlüssen. Es gibt 60 Hindernisse in weit abgelegenen Touren. Darunter sind Affenbrücken, bewegende Brücken, Hängebrücken, Netze, Schaukeln, nepalesische Brücken, Steigbügel, Piraten-Leitern, Tarzan-Sprung, Seilbrücken (Tiroler Fliegen).
Strecken
- Gelbe Strecke: Höhe 2,5 m, Fluglänge 30 m
- Grüne Strecke: Höhe 6 m, Fluglänge 40 m
- Blaue Strecke: Höhe 7 m, Fluglänge 20 m
- Rote Strecke: Höhe 8 m, Fluglänge 15 m
- Schwarze Strecke: Höhe 10 m, Fluglänge 30 m
- Olympische Strecke: Höhe 15 m, Fluglänge 40 m

Seilrutschen
- Seilrutsche  „Slėnis“: Länge 75 m, maximale Höhe 14 m
- Seilrutsche „Upelis“: Länge 145 m, Höhe 8 m
- Seilrutsche „Grizzly“: Länge 180 m
- Seilrutsche „Vakaris“: Länge 220 m, Höhe 10 m